# Alpopsyche ucenorum
Alpopsyche ucenorum là một loài Trichoptera trong họ Limnephilidae. Chúng phân bố ở miền Cổ bắc.